# Unterdießen
Unterdießen ist eine Gemeinde im oberbayerischen Landkreis Landsberg am Lech. Die Gemeinde ist Mitglied der Verwaltungsgemeinschaft Fuchstal.

## Geografie
Die Gemeinde hat drei Gemeindeteile (in Klammern ist der Siedlungstyp angegeben):
- Dornstetten (Kirchdorf)
- Oberdießen (Pfarrdorf)
- Unterdießen (Pfarrdorf)

Die Gemeinde liegt westlich des Lechs auf einer etwa zwei Kilometer breiten Schotterterrasse und wird östlich von einem Altmoränenzug begrenzt. Durch Ober- und Unterdießen fließt der Wiesbach, Dornstetten liegt weiter östlich. Das Gemeindegebiet erstreckt sich von 601 m ü. NHN am Lech bis auf 702 m ü. NHN südwestlich von Oberdießen.
Unterdießen liegt an der römischen Via Claudia. Damit liegt der Ort heute am gleichnamigen neuzeitlichen Radfernweg Via Claudia Augusta. Die Bundesstraße 17 verläuft als Romantische Straße wenige Kilometer östlich von Unterdießen zwischen Unterdießen und Dornstetten.

## Geschichte

### Frühe Geschichte
Schon zur Römerzeit 50 n. Chr. zog die Via Claudia als erste Römerstraße von Füssen kommend durch das Dorf in Richtung Augsburg. Entlang der Straße und des Lechs bauten die römischen Legionäre ihre ersten Siedlungen. Aus dieser Zeit berichten Münzen und Scherben, während die erste urkundliche Erwähnung aus dem Jahr 1126 stammt.
Die Herren von Diezzen gaben dem Dorf ihren Namen. Der Name Diezzen stammt entweder vom althochdeutschen Diuzan = von einem erhebenden Berg, oder vom mittelhochdeutschen Tosen und bezeichnet somit den Ort an einen tosenden Bach. Das Stammwappen der Diezzen zeigt den Schild golden, schräg gezinnt, das Grundlage für das heutige Gemeindewappen war.

### Eingemeindungen
Am 1. März 1925 wurde die Gemeinde Dornstetten eingegliedert.

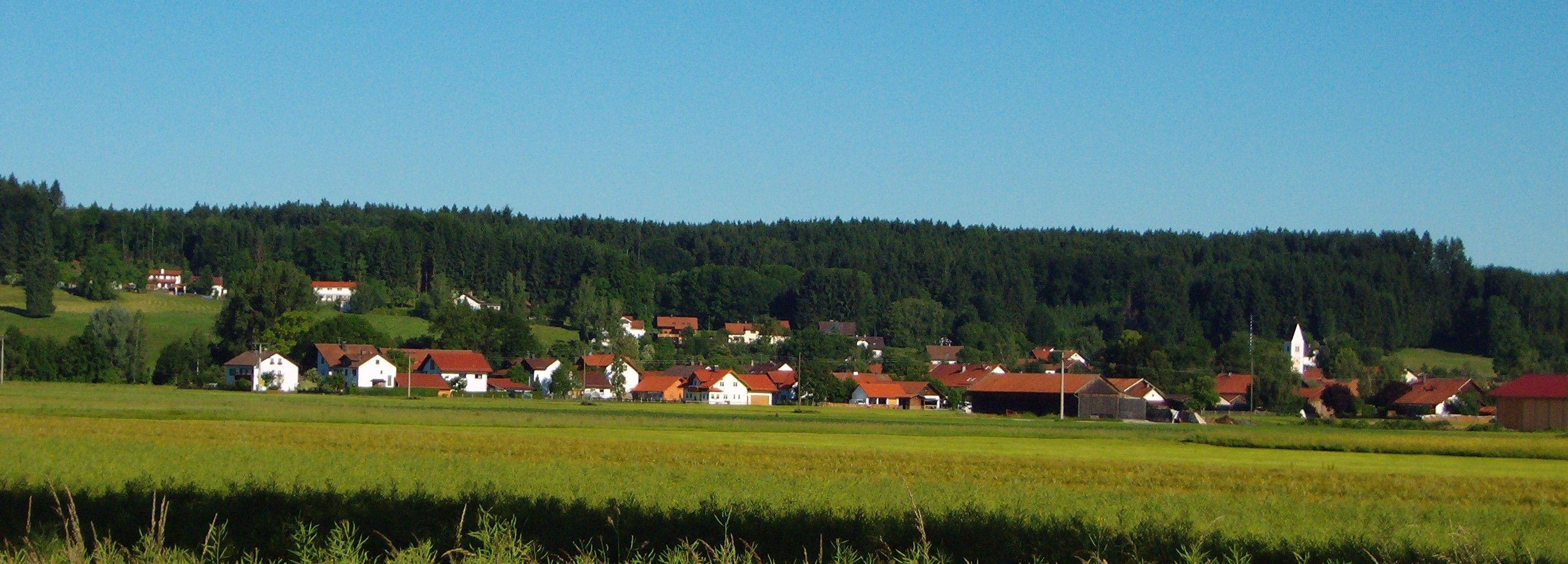
Ortsansicht des Ortsteils Oberdießen

### Einwohnerentwicklung
Zwischen 1988 und 2019 wuchs die Gemeinde von 1007 auf 1453 um 446 Einwohner bzw. um 44,3 %.

## Politik

### Gemeinderat
Stimmenanteile bei der Gemeinderatswahl bzw. Sitzverteilung im Gemeinderat nach vergangenen Wahlen:
| Wahljahr | DG    | DG    | UDO   | UDO   | parteilos | CSU/DG | NL    | gesamt | Wahlbeteiligung |
| Wahljahr | %     | Sitze | %     | Sitze | Sitze     | Sitze  | Sitze | Sitze  | Wahlbeteiligung |
| -------- | ----- | ----- | ----- | ----- | --------- | ------ | ----- | ------ | --------------- |
| 2020     | 75,73 | 9     | 24,27 | 3     | –         | –      | –     | 12     | 79,25 %         |
| 2014     | ?     | 11    | –     | –     | 1         | –      | –     | 12     | 73,9 %          |
| 2008     | –     | –     | –     | –     | –         | 8      | 4     | 12     | 72,9 %          |
| 2002     | –     | –     | –     | –     | –         | 8      | 4     | 12     | 73,8 %          |

DG = Dorfgemeinschaft, UDO = Unterdießen Dornstetten Oberdießen mit Herz und Verstand für unsere Dörfer, NL = Neue Liste

### Bürgermeister
Erster Bürgermeister ist seit 2014 Alexander Enthofer, Zweite Bürgermeisterin ist Marie-Luise Raffalt (CSU/Dorfgemeinschaft Unterdießen).

### Wappen
|  | Blasonierung: „Im Wolkenschnitt schräglinks geteilt von Blau und Gold; oben eine goldene Mitra, unten eine schräglinks gestellte schwarze Lanze.“ |
|  | |

### Gemeindepartnerschaften
- Dimaro, Italien
- Orgerus, Frankreich

## Sehenswürdigkeiten

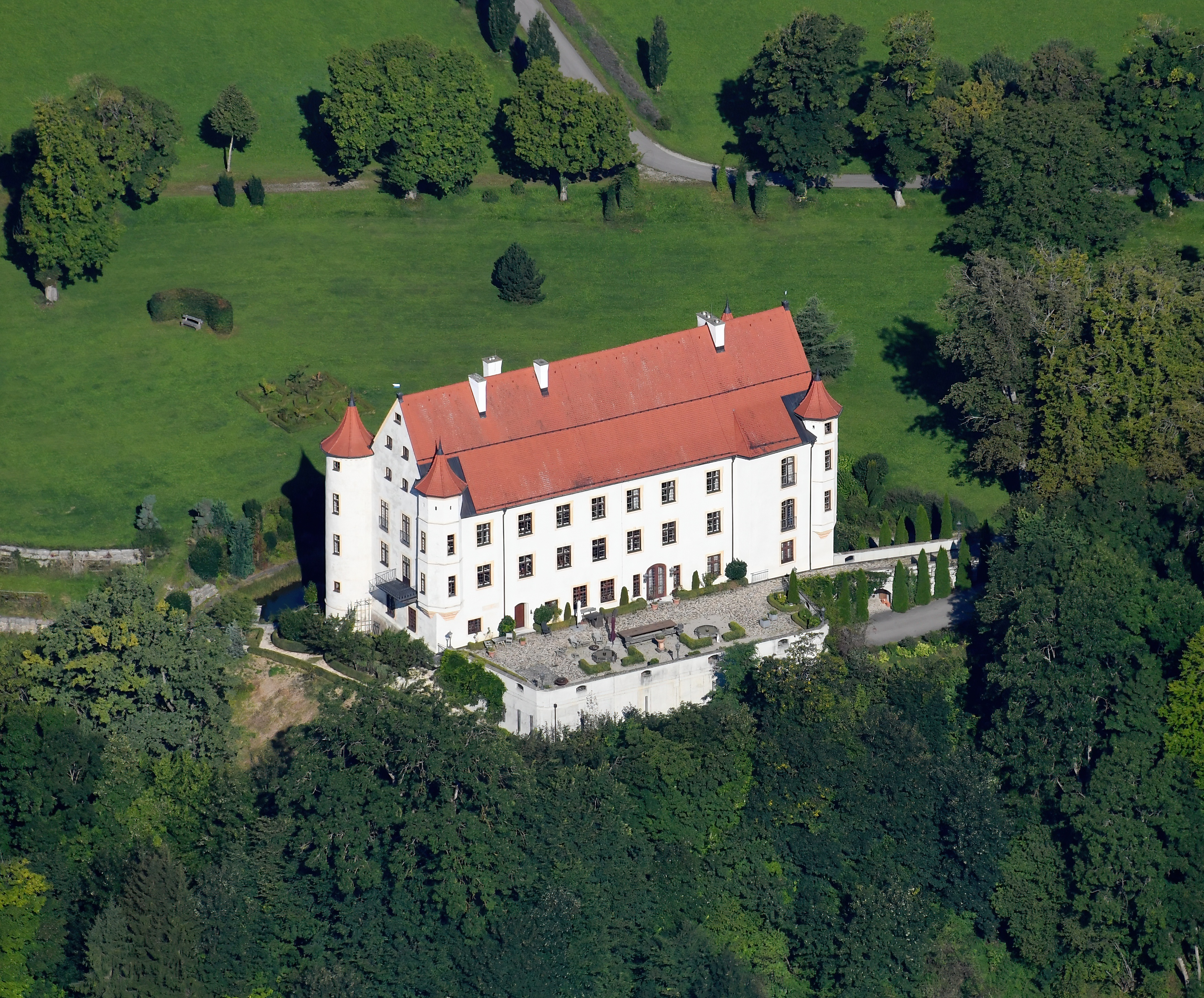
Schloss Unterdießen

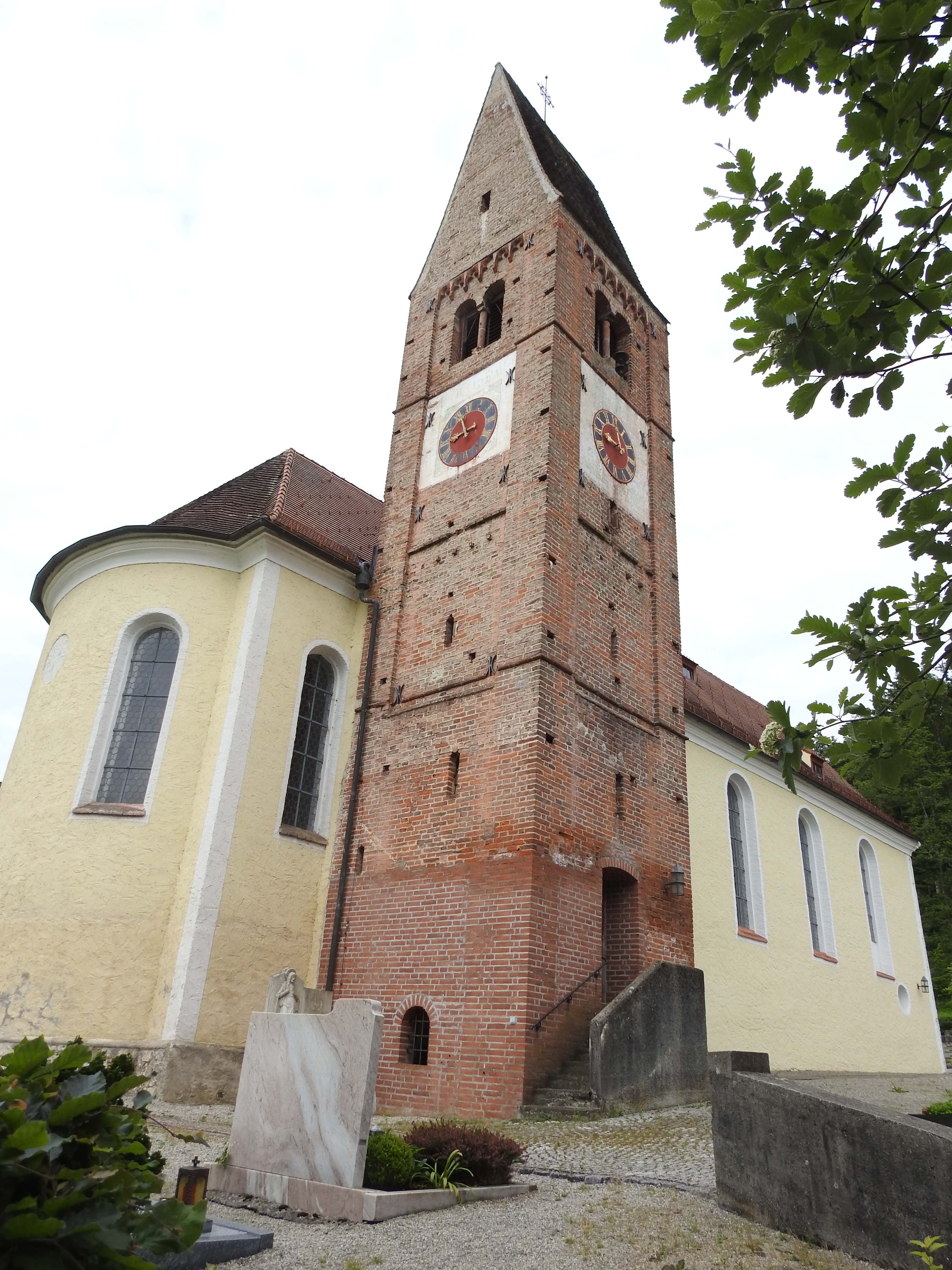
St. Nikolaus in Unterdießen

Über dem Ort erhebt sich das Schloss Unterdießen, dessen heutiger Bau erst im späten Mittelalter (1589) durch das Geschlecht der Freyberg errichtet wurde.
Das Ortsbild wird von den drei Kirchen in den drei Ortsteilen geprägt: St. Nikolaus (18. Jahrhundert) in Unterdießen, St. Rupert (15. Jahrhundert) in Oberdießen und St. Gangwolf (15. Jahrhundert) in Dornstetten. Auch zahlreiche alte Profanbauten bestimmen den Charakter des Ortes, z. B. die Alte Mühle in Dornstetten (1611) oder das Schulhaus Oberdießen (1857).

## Museen
Das Malura-Museum im Gemeindeteil Oberdießen bietet neben Werken des Münchner Malers Oswald Malura jährlich wechselnde Kunstausstellungen. Malura kam 1955 über seinen Freund Franz Hauber nach Oberdießen, kaufte ein Grundstück und erbaute dort ein Atelier, in dem er regelmäßig arbeitete und lehrte. 1977 erwarb er in Oberdießen am Mühlweg 2 ein altes Bauernhaus, das er renovierte und zum Museum und als „Haus der Begegnung und Kulturtreffpunkt für Gleichgesinnte im Geiste“ nutzte. In diesem Haus ist heute das Malura-Museum untergebracht.

## Verkehr
Der Bahnhof Unterdießen liegt an der Fuchstalbahn, jedoch halten keine Züge.